# Eustasio di Luxeuil
Eustasio di Luxeuil, o anche Eustachio (in francese Eustache; Francia, 560 circa – Luxeuil-les-Bains, 629), è stato un monaco cristiano, abate e missionario francese, di Luxeuil; è venerato come santo dalla Chiesa cattolica.

## Biografia
Eustasio si fece monaco a Luxeuil-les-Bains, abbazia fondata da San Colombano attorno al 590 diventando suo discepolo. Ben presto prese le redini del monastero, diventando un abile insegnante e dirigendo le scuole monastiche aperte a tutti, sia a monaci che ai laici nobili, ma anche ai poveri.
Nel 611 divenne priore di Luxeuil, dato che San Colombano dovette dapprima abbandonare il monastero per dissidi con i nobili merovingi e poi fu addirittura arrestato.
Eustasio intervenne inoltre nella diatriba fra Santa Fara ed il padre Cagnerico, conte di Borgogna; la giovane volle consacrarsi a Dio contro la volontà del padre che l'aveva promessa in sposa.
San Colombano l'aveva battezzata e colse in lei la vocazione, il padre promise di rispettare la volontà della giovane, ma poi cambiò idea. Essa improvvisamente si ammalò gravemente, perse totalmente la vista e rimase in stato catatonico, allorché la madre addolorata ricordò al marito la promessa fatta a Colombano e chiamò Eustasio.
Egli rivelò al padre Cagnerico che, lasciata libera di consacrarsi a Dio, sarebbe prontamente guarita. Il padre nuovamente fu costretto a promettere, dietro le pressioni della madre e dello stesso Eustasio; miracolosamente Fara dopo la benedizione si svegliò e riebbe la salute.
Ma nuovamente il padre cambiò idea. La giovane prontamente lasciò la casa paterna e si rifugiò presso la locale chiesa di San Pietro. Eustasio, informato di ciò che stava accadendo, lasciò Luxeuil e si diresse alla chiesa di San Pietro. Egli ammonì severamente Cagnerico, entrò in chiesa ed impose il velo alla fanciulla.
Essa poi si rifugiò a Luxeuil assieme ai fratelli santi Cagnoaldo e Farone. Successivamente essa fonderà l'abbazia di Faremoutiers ed il collaterale ordine femminile.
Nel 615 alla morte di Colombano subentrò direttamente quale 2º abate di Luxeuil, ma facendo anche il missionario in Baviera.
Eustasio avrebbe anche guarito dalla cecità santa Salaberga quando questa era ancora bambina.
Mori nel 629 a Luxeuil. Gli successe San Valdeberto come 3º abate.
Viene ricordato il 29 marzo.
Tra il 620 ed il 629 fondò il convento di Herrenchiemsee.